# Конрад I (Церинген)
Конрад I фон Церинген (на немски: Konrad I von Zähringen; * ок. 1090; † 8 януари 1152, Констанц) от род Церинги, e херцог на Церинген и от 1127 г. херцог, ректор на Бургундия.

## Биография
Той е вторият син на херцог Бертхолд II фон Церинген († 1111) и Агнес фон Райнфелден († 1111), дъщеря на геген-крал Рудолф фон Райнфелден († 1080) и втората му съпруга Аделхайд Торинска († 1079).
През 1120 г. Конрад заедно с брат си Бертхолд III дава градското право на Фрайбург в Брайсау. Конрад последва през 1122 г. своя бездетен брат Бертхолд III като херцог на Церинген. Той е в началото против Хоенщауфените и понякога е съюзник с Велфите.
След смъртта на племенника му Вилхелм III Детето на 1 март 1127 Конрад I има претенции за Графство Бургундия заедно с Райналд III. Немският крал Лотар III дава владенията на Конрад. Той дава на Конрад и титлата ректор на Бургундия, което отговаря на кралски заместник. Конрад се сближава през 1138 г. с крал Конрад III и му става негов верен привърженик.
Конрад умира през 1152 г. и е погребан в церингския домашен манастир „Св. Петър“ на Шварцвалд.

## Семейство и деца
Конрад се жени през 1130 г. за Клеменция фон Люксембург-Намюр († 28 декември 1158) от Дом Намюр, дъщеря на Готфрид I, граф на Намюр, и на Ермезинда I Люксембургска († 1141), дъщеря на Конрад I, граф на Люксембург. Те имат децата:
- Бертхолд IV (* 1125, † 1186), херцог на Церинген
- Адалберт (* 1135, † 1195), основател на линията Херцози на Тек
- Клеменция († ок. 1167), I. от 1147 до 1162 г. съпруга на Хайнрих Лъв; II. за граф Св. Хумберт III Савойски
- Рудолф от Церинген (* ок. 1135, † 1191), архиепископ на Майнц 1160 г.
- Хуго фон Уленбург